# 배리 아이켄그린

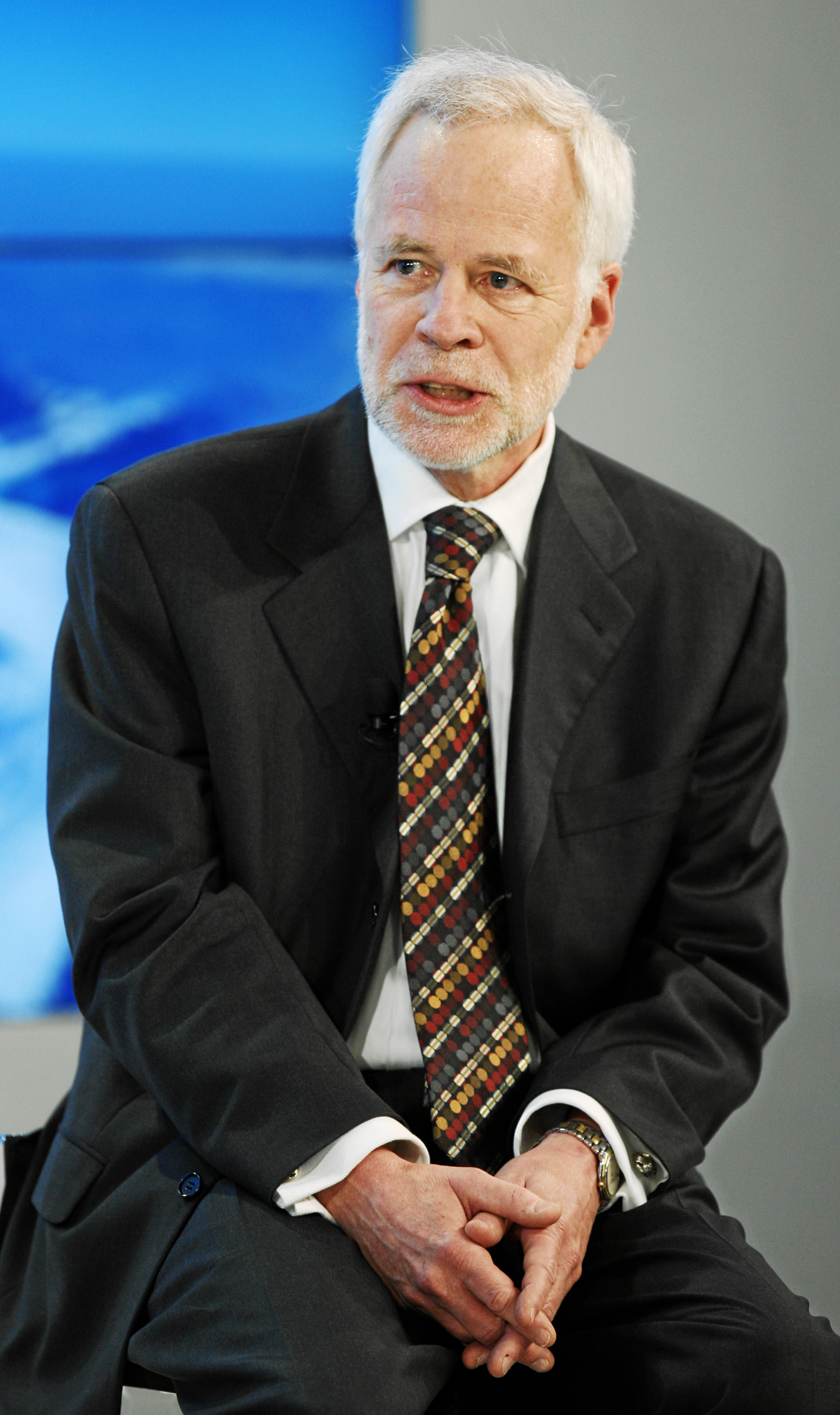

배리 줄리안 아이켄그린(Barry Julian Eichengreen, 1952년생)은 미국의 경제학자 이자 경제사학자 로 1987년부터 버클리 캘리포니아 대학교에서 경제학 및 정치학 교수직을 맡고 있다 아이켄그린은 현재 전미경제연구소에서 연구원으로 활동하고 있으며 Center for Economic Policy Research 에서 Research Fellow로 활동하고 있다.
그는 국제 통화 및 금융 시스템의 역사와 현재 운영에 대해 연구하고 널리 출판했다. 그는 1997년과 1998년에 국제 통화 기금( IMF)의 선임 정책 고문을 역임했지만 그 이후로 IMF에 비판적이었다. 1997년에는 미국 예술 과학 아카데미의 연구원으로 재직했다.